# Arachnura caudatella
Arachnura caudatella är en spindelart som beskrevs av Roewer 1942. Arachnura caudatella ingår i släktet Arachnura och familjen hjulspindlar. Inga underarter finns listade i Catalogue of Life.